# クロゴキブリ
クロゴキブリ（黒蜚蠊、学名：Periplaneta fuliginosa）は、ゴキブリ目ゴキブリ科に属する昆虫の一種である。屋内に生息するゴキブリとして代表的かつ著名。学名の fuliginosa は後期ラテン語で「すすけた」「すすけ色の」の意味。

## 形態

### 卵・幼虫

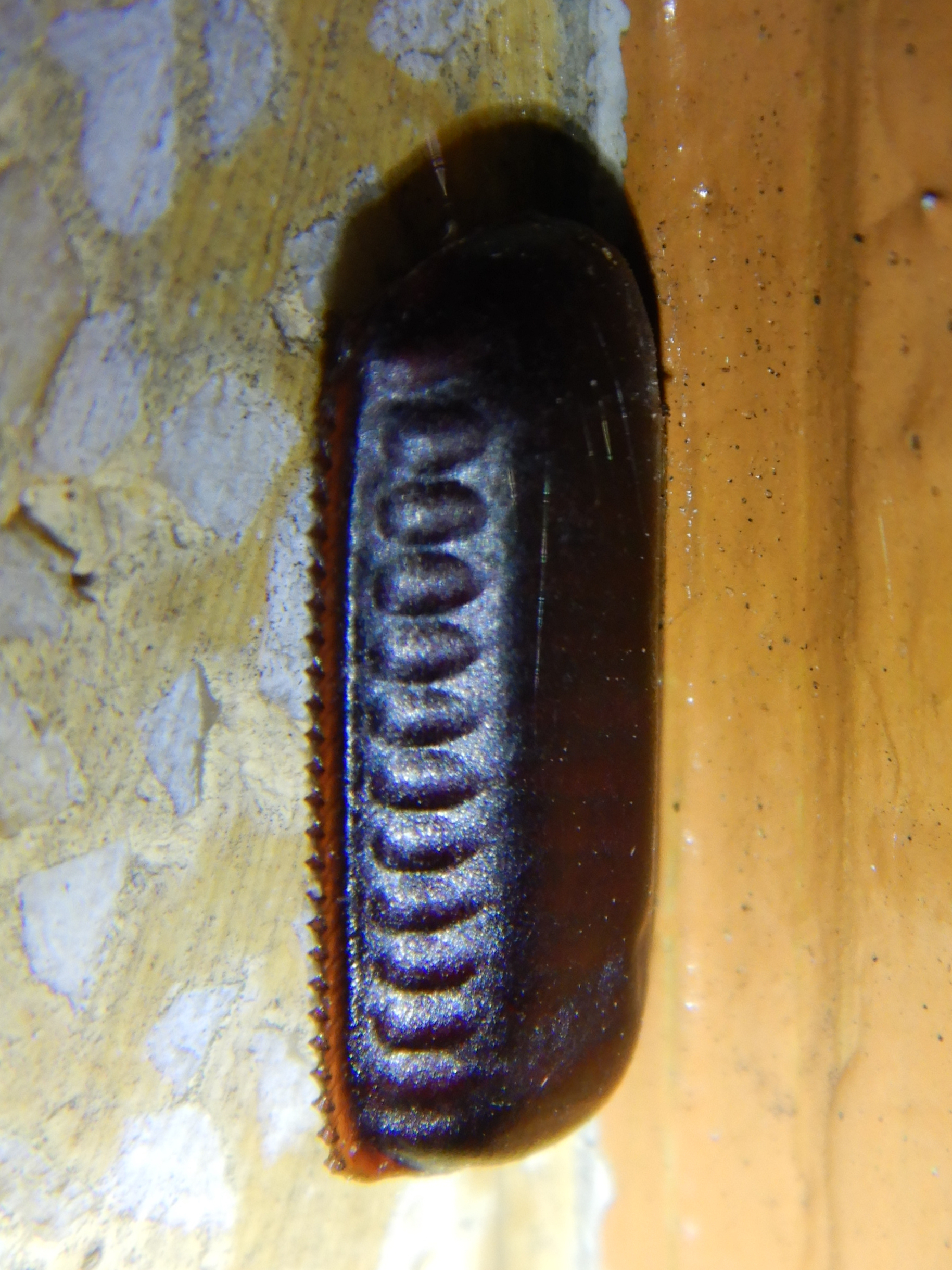
クロゴキブリの卵鞘

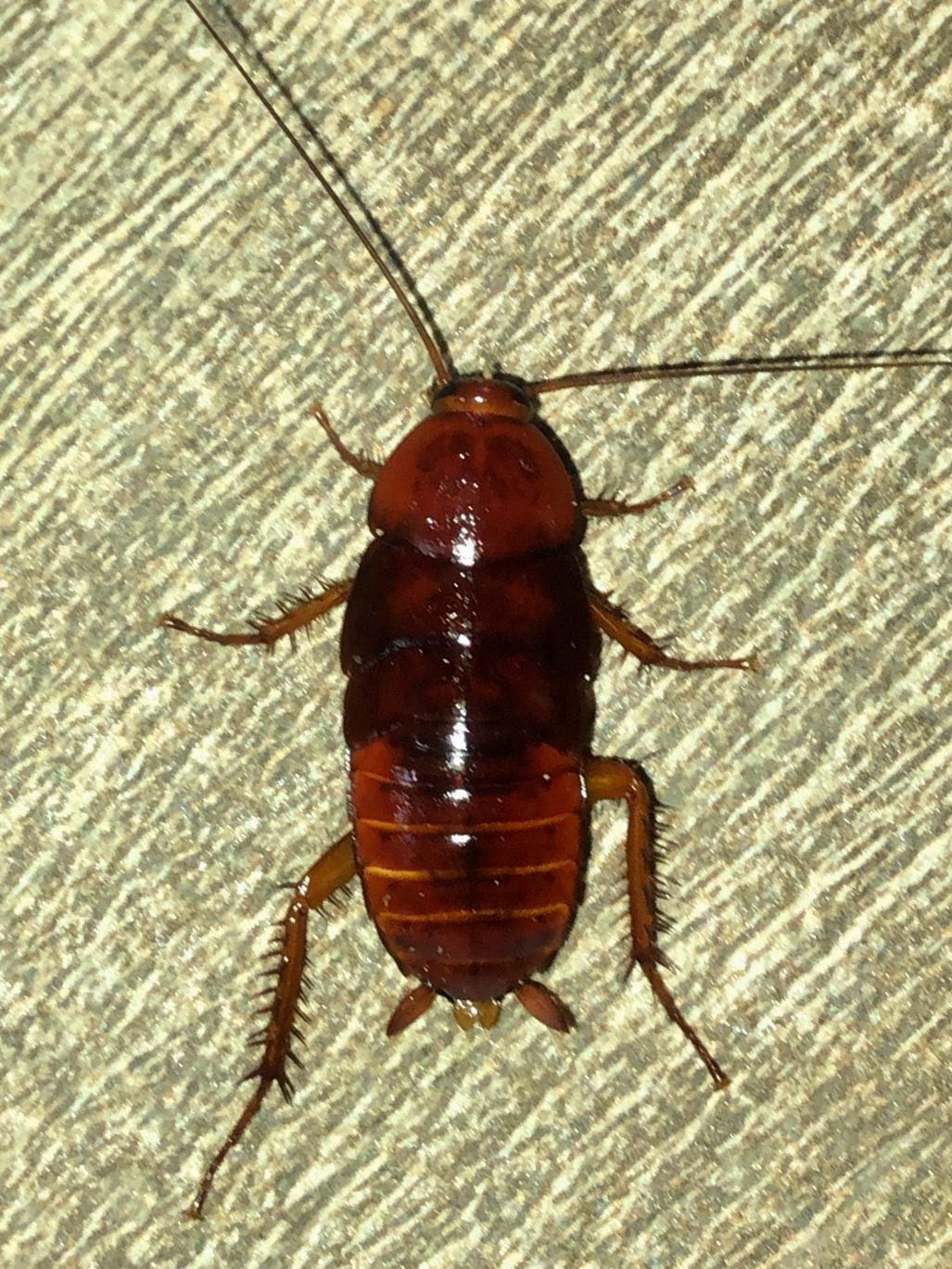
クロゴキブリの幼虫

卵は長財布やがま口様と形容される小豆色のカプセル（卵鞘）に数十個含まれる。これは産卵する雌の卵巣の附属腺から卵本体を覆うようにして分泌された粘液が乾燥したものであり、乾燥などの天敵から保護する役割を担う。卵鞘の大きさは体長に比例する。
卵本体はバナナのような形をしていて白く、弾力性を有する。この弾力性はコリオニンというタンパク質を主成分とする卵殻由来のもので、卵殻は卵を保護するには薄すぎて適しない。卵本体の大きさは0.8-1.2 × 2.5-3.5 mm。
本種含むゴキブリは不完全変態であり、卵から孵化した幼虫は脱皮を繰り返して羽化したのち成虫へと成長していく。
孵化して間もない幼虫は白く透明で柔らかく、成長すると表皮クチクラ層が空気中の酸素に触れて固くなっていき、固有色を帯び、1時間から2時間ほどして活発に活動するようになる。1齢・2齢幼虫は黒い背面に白い筋が横に2本入り、3齢以降はこの筋がぼやけていき、また体色が黒から黒褐色へ変化していく。老齢幼虫は全体的に赤褐色。通常8齢が終齢幼虫で、幼虫の齢期判定は頭幅測定によるものが一般的だが、前胸背の幅を比較したり斑紋などの形態から簡易的に判断することもできる。
幼虫は成虫と比べて雌雄を区別することは困難であるが、1齢幼虫の雌には第9腹板後縁中央部にV字の深い刻み目が見られ、この点で区別可能。以降の齢期の幼虫も腹板の形態変化などで区別をつけることができる。成虫は尾刺突起の有無で雌雄判別されるが、若齢幼虫は雌雄ともにこの突起物を持つ。雌は成長に従って尾刺突起が退化して消えていく。

### 成虫
体長25-40 mm（25-30 mm、25-35 mm）で、雄は25 mm内外もしくは25-30 mm、雌は25-30 mm内外もしくは23-25 mm。ワモンゴキブリやヤマトゴキブリと同様、雄成虫には第9腹板の先端に尾刺突起が1対みられ、雌成虫にはこれがないことから、この突起物の有無で雌雄を判別できる。
前胸背面も表面も平滑で、体色は黒褐色-茶褐色-濃栗色、強い光沢を持つ。雌雄いずれも翅が発達し、触覚も発達していて体より若干長い。
大顎は食べ物を咀嚼する役割を担い、強固に発達していて噛み砕く能力に優れる。その力は紙を噛んで破り、プラスチックやアルミ板にも跡を残せるほどである。
垂直な壁でも縦横無尽に動くことができるが、これは脚の爪の間にある板状の爪間盤を床面にひっかけ、粘着物質に覆われた板状の褥盤を使い分けつつ吸着能力を高めることで実現している。
チャバネゴキブリと違って飛翔能力があり、垂直面から1メートルほど上昇して約20秒飛翔したとの報告例がある。また上から下への滑空も観察される。
体表や気門は撥水性で、かつ体重が軽いことから、水上に浮かぶことができる。また、成虫幼虫問わずある程度の潜水能力を持ち、水をくぐれることがチャバネゴキブリと同様に証明されている。ただし、長時間泳いだり、進む方向を決めることはできず、潜水は必要に迫られてとる行動と考えられる。
フンは直径1-3 mmの楕円形〜円形で、茶色に近い黒の顆粒状。外見はチャバネゴキブリのフンとほとんど同じだが、刺激臭を放つチャバネゴキブリのフンとは対照的に本種のフンは無臭である。他の個体をおびき寄せる集合フェロモンが含まれる点は共通している。顆粒状のフンのほか、水分が十分与えられている環境下では粘性や流動性を持つフンを排便することがあり、このフンがパッケージに付着するなどの汚染害をもたらすことがある。

## 分布
日本（主に本州中部以南、四国、九州）、台湾、中国、朝鮮半島、ユーラシア大陸（ロシア）、南アメリカ大陸（ブラジル）、アメリカ合衆国、オーストラリア（ニューサウスウェールズ州）など、世界中に分布する。

### 日本
本種は日本在来の昆虫ではなく、原産地を中国南部とする外来種で、江戸時代に同地から日本へ侵入してきたと考えられていた。しかし、2016年に宮崎市田野町の本野原遺跡から発掘された縄文時代後期の約4300年前の土器にクロゴキブリのものと類推される卵鞘の痕が発見され、その後2022年に宮崎県えびの市の上田代遺跡、鹿児島県鹿屋市の小牧遺跡から発掘された縄文土器からも同様の圧痕が検出された。
従来は18世紀頃に大阪の堺の港を通じて上陸し定着したものとされていたが、こうした発見により、本種は縄文時代の時点で日本に生息していた在来種だとされている。
時代が下るにつれて日本国内で生息域を拡大していき、1950年代時点では分布は東京以南とされていたのが、1960年代時点で東北地方の都市で確認され、1976年には北海道で暖房設備が整った建物内からの発見・採集が記録されている。現在は北海道から沖縄諸島に至るまで分布している。

## 生態
活動期は5月から10月で、夜間観察においては7月から10月に多く見られたとの報告がある。本州中部の場合、一般に5-7月に羽化し、5-10月に産卵を続ける。卵鞘には22-26個の卵が入っており、27℃では41日で孵化する。孵化後の幼虫は7回から8回ほど脱皮を重ね、300-350日かけて成虫になるものが多く、成虫は25℃で200日前後生存する。卵や幼虫は越冬休眠可能で、卵鞘、大型幼虫、小〜中型幼虫のいずれかの段階で休眠を挟む。成虫になるまでに1年から2年半かかることもあり、卵から成虫を通した寿命は越冬休眠の回数などの条件次第で3年を超える可能性がある。1センチほどの隙間を好む。
ゴキブリは共通して1度の交尾で一生分の卵を産むことができる。求愛行動では、雄が翅を広げて性フェロモンの分泌液をまとった腹部背面をさらし、雌がその分泌液を舐めとる。雄は雌の動きが鈍いうちに交尾に乗じる。
雌成虫は卵鞘を3日から4日（または2日前後）ほど保持し、適切な場所を見つけて唾液で器物に貼り付ける。このようにして生涯で10回から20回程度の産卵を行う。1卵鞘あたりの卵数は個体差が大きく、1214個の卵鞘を観察したところによれば、卵数は1卵鞘あたり12個から31個の範囲をとり、平均は23.1個、一番多く見られたのは卵数25個の卵鞘で17.6%を占めた。孵化率は88.4%で、雌雄比はほぼ等しい。孵化幼虫数は平均19匹。
基本的に屋外にコロニーを作るが、水気のあるところであれば屋内でもコロニーを作ることがある。家住性を持つゴキブリとしては他にチャバネゴキブリやヤマトゴキブリがいるが、住処とする建造物はそれぞれ異なり、チャバネゴキブリはビルや飲食店、ヤマトゴキブリは民家や農家、本種クロゴキブリはアパートや民家に住み着く傾向にある。一方で、北米中南部では野外性が強い種と報告されている。
比較的耐寒性に優れるが、低温下、また高温下であっても屋外活動が鈍ることが示唆されている。摂氏18度以下で活動的でなくなり、16度前後で発育が停止するとされる一方、10度条件下でもわずかな摂食行動が確認されている。成虫は幼虫と比べて耐寒性に劣り、越冬できないとする報告がある。1齢幼虫を除く幼虫・成虫同士は別居性・排他性を示すが、低温下では逆転して同居性・集合性を示す。

### 食性
食塩やハーブという例外はあるが雑食性であり、ペットフード、残飯、ビール、野菜、魚介類、肉類、人髪、埃、油、未成熟の銀杏、ミミズの死骸、樹液、鳥のフン、キノコ、ナメクジの粘液に至るまで、食餌対象は広範にわたる。生物分解性緩衝材と水のみで十分成長するとする報告がある。餌がない環境では共食いすることが観察されている。
体内に共生する微生物のおかげで貧しい食環境でも生活でき、絶食への耐性もある。幼虫は餌・水なしで1ヶ月から2ヶ月程度生存し、成虫も雄と雌とで2倍の違いがあるが、平均1週間は耐える。特に幼虫ほど耐性は強く、77日飲まず食わずで生き残った個体も記録されている。この絶食耐性は高温ほど弱まることが観察されている。

### 天敵
ゴキブリ類を捕食する動物として、アシダカグモを始めとするクモ類、ネコ、ネズミ、ハムスター、ムカデ、ゲジ、ハチ、アリ、カマドウマ、カマキリ、ヤモリ、トカゲ、カエルが挙げられる。また、セナガアナバチやゴキブリヤセバチ、ゴキブリコバチという寄生蜂も存在する。この他、潰瘍病変が多発するコロニーでの死亡率が高かったとする研究や、ゴキブリウイルスの自然感染によるものと考えられる死亡例も報告されている。

## 人間とのかかわり
下水やゴミ置き場など不潔な場所に多く生息し、人の健康上有害な物質や病原体を媒介する衛生害虫で、不潔感や不快感を抱かれる不快害虫でもあり、駆除対象となる。また、糞による汚損、汚染ももたらす。駆除対象となる一方で、殺虫剤への抵抗性が発達してきていることが問題となっているチャバネゴキブリと異なり、本種やヤマトゴキブリは屋外にも屋内にも交流を持ち、屋外から耐性のない個体が入るというその生態から、殺虫剤への抵抗性はチャバネゴキブリほど問題になっていない（ただし将来抵抗性を持つ可能性はある）。ポリオウイルスや赤痢アメーバの媒介者となることがあるが、どちらかといえば不快害虫としての性格が強い。喘息のアレルゲンとなることがある。
このようにネガティブなイメージが持たれる本種だが、動物園などの企画展やふれあいコーナーで展示されることがいくらかあるほか、速さを競わせるゴキブリレースや、ゴキブリの人気投票企画といったイベントでも本種が利用されている。特に、1980年から毎年1月26日に行われるブリスベンのザ・ストーリー・ブリッジホテルで行われる最長距離のレースがゴキブリレース界の大舞台となっている。
一応食すことはできるが、フリーライターのムシモアゼルギリコは可食部が少なく食用に向かないとしており、YouTuberのホモサピは台所に出るような個体は生物濃縮で汚くなっているとして、食べないよう注意喚起している。